# Alexandromys kikuchii
Alexanrdromys kikuchii або Microtus kikuchii — вид мишоподібних гризунів з родини хом'якових, ендемік Тайваню. Цей вид є травоїдним і віддає перевагу очерету Yushania niitakayamensis. Зустрічається у високогірних лісах із кущистим бамбуковим підліском, зокрема у хвойних, широколистяних і змішаних лісах. Вид також можна знайти на альпійських луках, харчуючись переважно очеретом Юйшань, а також у чагарниках.

## Опис
Довжина голови й тулуба становить від 9.5 до 12.0 сантиметрів, а хвіст — від 6.8 до 8.5 сантиметрів. Довжина задньої лапки 20–25 міліметрів, довжина вуха 12–15 міліметрів. Шерсть на спині сильного рудувато-коричневого кольору, боки тіла трохи світліші та зливаються з сірувато-помаранчевим хутром на животі. Хвіст порівняно довгий, він темно-коричневий зверху і білий знизу. Верхні частини рук і ніг від світло-коричневого до майже білого. Геном складається з диплоїдного хромосомного набору з 2n=30 (FN=52) хромосом.